# Dungeons & Dragons (serie de televisión)
Dungeons & Dragons (conocida en Hispanoamérica como Calabozos y dragones y en España como Dragones y mazmorras) es una serie de televisión de dibujos animados basada en el popular juego de rol Dungeons & Dragons de TSR, Inc. Es una coproducción de TSR y Marvel Productions, con el estudio japonés Toei Animation. Se emitió en CBS desde 1983 hasta 1985 durante tres temporadas, con un total de veintisiete episodios.
El programa se centra en un grupo de seis jóvenes amigos que son transportados al mundo de Dungeons & Dragons, siguiendo sus aventuras mientras intentan encontrar el camino a casa con la ayuda de su guía, el Dungeon Master (Amo del Calabozo), mientras luchan contra un mago malvado.
Un episodio final no producido habría servido como conclusión de la historia y como una reinvención del programa, si se hubiera elegido para una cuarta temporada. Sin embargo, se canceló antes de que se hiciera el episodio. Desde entonces, el guion se ha publicado en línea y se interpretó como un audiodrama incluido como una característica especial para la edición en DVD de la serie comercializada por BCI Eclipse.
Aunque estaba dirigida a un público joven, esta serie animada era inusual para los niños por la cantidad de ética y de empatía exhibidos por los protagonistas al espectador. El nivel de la violencia era polémico para la televisión orientada a los niños en ese entonces; en un polémico episodio, La tumba del Dragón, los personajes, hartos de que su némesis Venger frustrara una y otra vez sus oportunidades de regresar a su hogar, llegaron a concebir un elaborado plan para matarlo, obligando a un renuente Amo del Calabozo a ayudarles, y aliándose con Tiamat, otro antagonista de la serie y enemigo de Venger. En 1985, National Coalition on Television Violence indicó que era la serie animada más violenta transmitida en televisión. Las críticas que recibía no se debían tanto a la serie misma, sino a que algunos detractores trataban de asociarla con el ocultismo.
En España, la serie recibió una gran acogida y su primer episodio se emitió en TVE el 29 de septiembre de 1985.
En Perú, donde tuvo mucho éxito entre adolescentes y adultos, Dungeons & Dragons fue estrenada en marzo de 1986 y reestrenada en 1987. Posteriormente, en 1991 fue retransmitida en secuencias de una hora los fines de semana por Canal 9 (ATV).
En 1987, la serie se estrenó en Francia y en el Reino Unido, en los canales vía satélite se emitían repeticiones por las tardes durante la década 1990. En 1999, Saban Entertainment Inc. compró los derechos de la serie. Saban se unió con Fox Entertainment Group, y durante un tiempo (cerca de seis meses), la serie de Dungeons & Dragons se transmitió los sábados por la mañana y de lunes a viernes por la tarde. En agosto de 2002, Disney adquirió los derechos de parte de Fox y Saban; sin embargo, no se había emitido en canal afiliado de la televisión hasta que el 7 de abril de 2006 se transmitió en Jetix, en Toon Disney y en Boomerang del Reino Unido. La serie tuvo mucho éxito en Brasil, y fue transmitida durante el Show de Xuxa, el programa infantil más famoso de Brasil. BCI había adquirido los derechos para vender la serie en DVD. La serie entera está actualmente disponible en DVD en el Reino Unido, en España (Divisa Home Video), y en Brasil, y a día de hoy se busca a los actores que dieron su voz para hacer el último episodio.
La propiedad de la serie pasó a Disney en 2001 cuando Disney adquirió Fox Kids Worldwide, que también incluye a Marvel Productions. En 2023, Entertainment One de Hasbro lanzará el canal FAST llamado Dungeons & Dragons Adventures, que presentará series web nuevas sobre el juego de rol Dungeon & Dragons y retransmisiones de la serie animada Dungeons & Dragons.

## Premisas
La historia comienza cuando un grupo de amigos va a divertirse una jornada de domingo a un parque de atracciones. Entran en la atracción de Dungeons & Dragons, que consiste en un dark ride en el cual ven animatrónicos de monstruos mitológicos durante el trayecto. Entonces se abre un portal dimensional y los transporta al mundo de Dungeons & Dragons.
Al llegar conocen al Amo del Calabozo, el cual les otorga unas armas especiales a cada uno; éste será su guía y mentor.
La secuencia original del título es una dramatización concisa de la llegada de los niños al reino y el reparto de sus armas respectivas según su propio carácter. La versión utilizada durante la segunda temporada empieza con la parte cuando están a bordo del dark ride, sólo cambia a una sucesión estilizada de la acción con los niños, más acostumbrados a las demandas del reino, librando competentemente la batalla.

## Personajes principales
Hank (voz: Willie Aames): El mayor del grupo, líder natural y el más maduro. Exceptuando a Eric, sus órdenes no son cuestionadas. Hank es el Arquero, (Ranger, en la versión inglesa, el equivalente al Explorador) el Amo del Calabozo le entregó un arco mágico que dispara flechas de energía. A menudo utiliza estas flechas resplandecientes para iluminar una habitación, para activar interruptores fuera de alcance, para atravesar los espacios y para crear lazos o columpios para subir. Su temor oculto es fracasar como líder. 
Sheila (voz: Katie Leigh): La ladrona (así se indica cuando el Amo del Calabozo los nombra en inglés). Sheila tiene una capa mágica que la hace invisible cuando cubre su cabeza con la capucha. Es la hermana mayor de Bobby y por tanto muy protectora con él. Sheila es generalmente sensata, amable y amistosa, pero es también un personaje lleno de desconfianza y temor; su temor más grande es estar totalmente sola. Esto resulta irónico pues su objeto mágico, la capa de invisibilidad, le permite ser ignorada por completo incluso entre la multitud. Aun así, hay ocasiones en las que se atreve a engañar a sus enemigos (como poner unos contra otros a una banda de hombres de Venger y Bullywug). Su compasión y simpatía le han hecho ganar varios amigos en el Reino. Se rumorea por aficionados de la serie que está enamorada de Hank, pero ese aspecto nunca fue confirmado en la serie.
Diana (voz: Tonya Gail Smith): La acróbata. Es en ocasiones la portavoz del grupo. Es buena en el trato con animales, y también es una persona segura, que mantiene la cabeza fría en situaciones peligrosas y es capaz de conectar con cada uno de los miembros del grupo. A menudo contradice a Eric por pura diversión. Estas cualidades la hacen la líder en ausencia de Hank. Diana tiene una especie de pértiga mágica (extensible) que por lo regular utiliza para saltar, lo que complementa sus habilidades acrobáticas naturales, permitiéndole salvar grandes abismos. Su temor oculto es perder sus habilidades. 
Eric (voz: Don Most): El caballero. Es el típico niño pijo. Abre la boca cuando no debe hacerlo, es un poco cobarde y siempre está listo para un comentario sarcástico en el momento más inoportuno. Sin embargo es muy gracioso, Eric cumple también el papel del personaje humorístico. A pesar de su egoísmo, Eric es potencialmente también el personaje más práctico quejándose acerca de las situaciones horribles en que ellos se encuentran. Su temor más grande es quedar en ridículo. A pesar de su cobardía y desgana, Eric también es capaz en ocasiones de mostrar un lado heroico, normalmente bien escondido, y a veces salva a sus amigos del peligro con su escudo mágico, que puede proyectar un campo de fuerza. También es a veces quien propone una idea decisiva. En una ocasión tomó el puesto del Amo del Calabozo cuando este, para demostrarle lo difícil que es realizar su papel, decide concederle sus poderes por un día y así además aprovechar para tomarse unas mini vacaciones; para ser justos con Eric, desempeñó su papel con bastante dignidad. El creador de la serie Mark Evanier reveló que la naturaleza contradictoria de Eric fue impuesta por grupos de padres y pedagogos para transmitir un nuevo mensaje tratando de superar el tópico de aquella época de que «El grupo siempre tiene razón, el quejica... siempre se equivoca".
Presto (voz: Adam Rich): El mago. De nombre real Albert, aunque conocido por todos como Presto, es un hechicero bienintencionado, diligente pero desesperado. Es el estereotipo de nerd de los años 1980. Sufre de falta de confianza en sí mismo y de nerviosismo, que manifiesta en el uso de su objeto mágico: un sombrero mágico que le permite obtener todo tipo de artículos pero que generalmente o bien no los necesitan, o bien aparecen de una forma que no era la esperada, aunque a veces saca objetos muy útiles (un lanzallamas contra un dragón de la lava, o un atomizador de herbicida contra un monstruo-planta). Al igual que Velma Dinkley de la franquicia Scooby Doo, está completamente indefenso sin sus gafas y perderlas es su temor más grande. En el episodio "La Ciudad al filo de la Medianoche" se muestra que ya era conocido con el alias Presto aún antes de llegar al reino mágico, e implica que constantemente trataba de mostrar a las personas artimañas mágicas que no le funcionaban, lo que explica la ironía de su apodo y el por qué sus intentos de magia con su sombrero no siempre funcionan como él espera. 
Bobby (voz: Ted Field III): El bárbaro. Es el miembro más joven del equipo. Su vestimenta recuerda a la de los Vikingos. Tiene un garrote mágico capaz de producir terremotos. Es el hermano menor de Sheila, impulsivo y siempre listo para correr de cabeza a la batalla, aún contra enemigos físicamente superiores. Tiene una relación cercana con Uni. Su temor escondido es verse impotente ante el peligro. Suele discutir con Eric con frecuencia.
Uni (voz: Frank Welker): Una pequeña unicornio, la mascota de Bobby, que encontró en el primer episodio y siempre lo acompaña. Puede hablar pero con dificultad, por lo general siempre está de acuerdo con Bobby en sus opiniones. Uni es traviesa y llega a ser la víctima que necesita ser rescatada en algunos episodios, aunque pueda ser también útil en algunas situaciones; por ejemplo, ayudó a guiar a Presto cuando fue separado de los otros en el episodio "Presto hechiza un Desastre". Además, aunque se le ve en muy pocas ocasiones usándolo, Uni tiene en su poder la habilidad de teletransportarse una vez al día, aunque esta habilidad no se revelará hasta el cuarto episodio. Mientras los unicornios adultos relinchan como caballos, Uni hace un sonido parecido al de una cabra ("meeeee"), quizás porque ella es todavía un potrillo. Cuando Bobby y los otros vuelvan a la Tierra, se presume que Uni debe ser dejada atrás, no está claro si ella podría sobrevivir lejos del Reino. 
Amo de los Calabozos (voz: Sidney Miller): Conocido como "El Amo del Calabozo" en España, es amigo del grupo y su mentor, les proporciona consejos y ayuda importantes, pero a menudo en una manera enigmática que no tendrá sentido hasta que el equipo haya completado la búsqueda de cada episodio. Fue quien suministró las armas al grupo y es quien da pistas a los niños para que vuelvan a su hogar. Sin embargo, aunque es posible que sea el personaje más poderoso del Mundo Mágico, y aunque con su poder podría devolver fácilmente a los niños a casa él mismo, e incluso destruir a Venger, el equilibrio del Bien y del Mal en el Mundo Mágico le impide hacerlo.
Venger (voz: Peter Cullen): Conocido como El Vengador en América Latina, es el antagonista principal y fue aprendiz del Amo del Calabozo (en el episodio El Cementerio del Dragón el Amo del Calabozo le llama «hijo», nombre con el que también llama a los jóvenes). Venger es una fuerza maligna, comparable al diablo. Tiene un poderoso cuerno y cuenta con la ayuda de Demonio Sombra (Sombra Espía), su mano derecha. Tiene una voz profunda y artificial similar a la de Darth Vader. Aunque a primera vista aparenta ser invencible, siempre es derrotado por los niños. Finalmente, en el capítulo Ciudadela de Sombras es derrotado por su hermana Kareena y encerrado en un anillo gracias a la ayuda de Sheila. No vuelve a aparecer en los episodios restantes. Tiene un aspecto de demonio-vampiro con afilados colmillos, un cuerno y alas de murciélago. Su montura es un caballo negro alado.
Tiamat (voz: Frank Welker): La gran enemiga de Venger, Diosa de los dragones, con una estruendosa voz y cinco cabezas. Aunque Venger y los niños temen y evitan generalmente a Tiamat, los niños hacen un trato con ella en un episodio ("El cementerio de dragones") frustrando a Venger. Las cinco cabezas de Tiamat corresponden a los cinco tipos de dragones cromáticos –rojo, verde, azul, blanco y negro–, descritos en el juego de rol como los dragones de alineamiento maligno, frente a los metálicos, de alineamiento benigno.

## Guía de episodios

### Temporada 1: 1983-1984
01 - The Night of No Tomorrow (La noche sin fin)
02 - Eye of the Beholder (El ojo del guardián)
03 - The Hall of Bones (El gran salón)
04 - Valley of the Unicorns (El valle de los unicornios)
05 - In Search of the Dungeon Master (En busca del Amo del Calabozo)
06 - Beauty and the Bogbeast (La bella y la bestia)
07 - Prison Without Walls (Prisión sin paredes)
08 - Servant of Evil (El sirviente del mal)
09 - Quest of the Skeleton Warrior (La búsqueda del guerrero esquelético)
10 - The Garden of Zinn (El jardín de Zinn)
11 - The Box (La Caja)
12 - The Lost Children (Los niños perdidos)
13 - P-R-E-S-T-O Spells Disaster (Presto hechiza un desastre)

### Temporada 2: 1984-1985
14 - The Girl Who Dreamed Tomorrow (La chica que soñaba con el futuro)
15 - The Treasure of Tardos (El tesoro de Tardos)
16 - City at the Edge of Midnight (La ciudad al filo de la medianoche)
17 - The Traitor (El traidor)
18 - Day of the Dungeon Master (Eric, Amo por un día)
19 - The Last Illusion (La última ilusión)
20 - The Dragon's Graveyard (El cementerio de dragones)
21 - Child of the Stargazer (El hijo del cosmólogo)

### Temporada 3: 1985-1986
22 - The Dungeon at the Heart of Dawn (La mazmorra en el corazón del alba)
23 - The Time Lost (El tiempo perdido)
24 - Odyssey of the Twelfth Talisman (La odisea del duodécimo talismán)
25 - Citadel of Shadow (La ciudadela de la sombra)
26 - Cave of the Fairie Dragons (La cueva de las hadas-dragones)
27 - The Winds of Darkness (Los vientos de oscuridad)

### El episodio perdido
28 - Requiem (El réquiem) - Los niños finalmente tienen una oportunidad de volver a casa - ¿pero vale el riesgo? Este episodio fue escrito por el guionista habitual de la serie, Michael Reaves pero nunca fue producido debido a la cancelación de la misma, Este episodio debería haber servido tanto como una conclusión a la historia en curso, como a un replanteamiento de la serie para continuar en una cuarta temporada. Reaves publicó el guion original en su sitio web personal. La edición de la serie en DVD BCI Eclipse Region incluyó una grabación de este guion en forma de audiodrama como contenido especial. Una versión en video hecha por aficionados fue publicada en línea en 2020. Incluye el audiodrama original, con animaciones en su mayoría recortadas de la serie.